# Rodizio (tipo de restaurante)

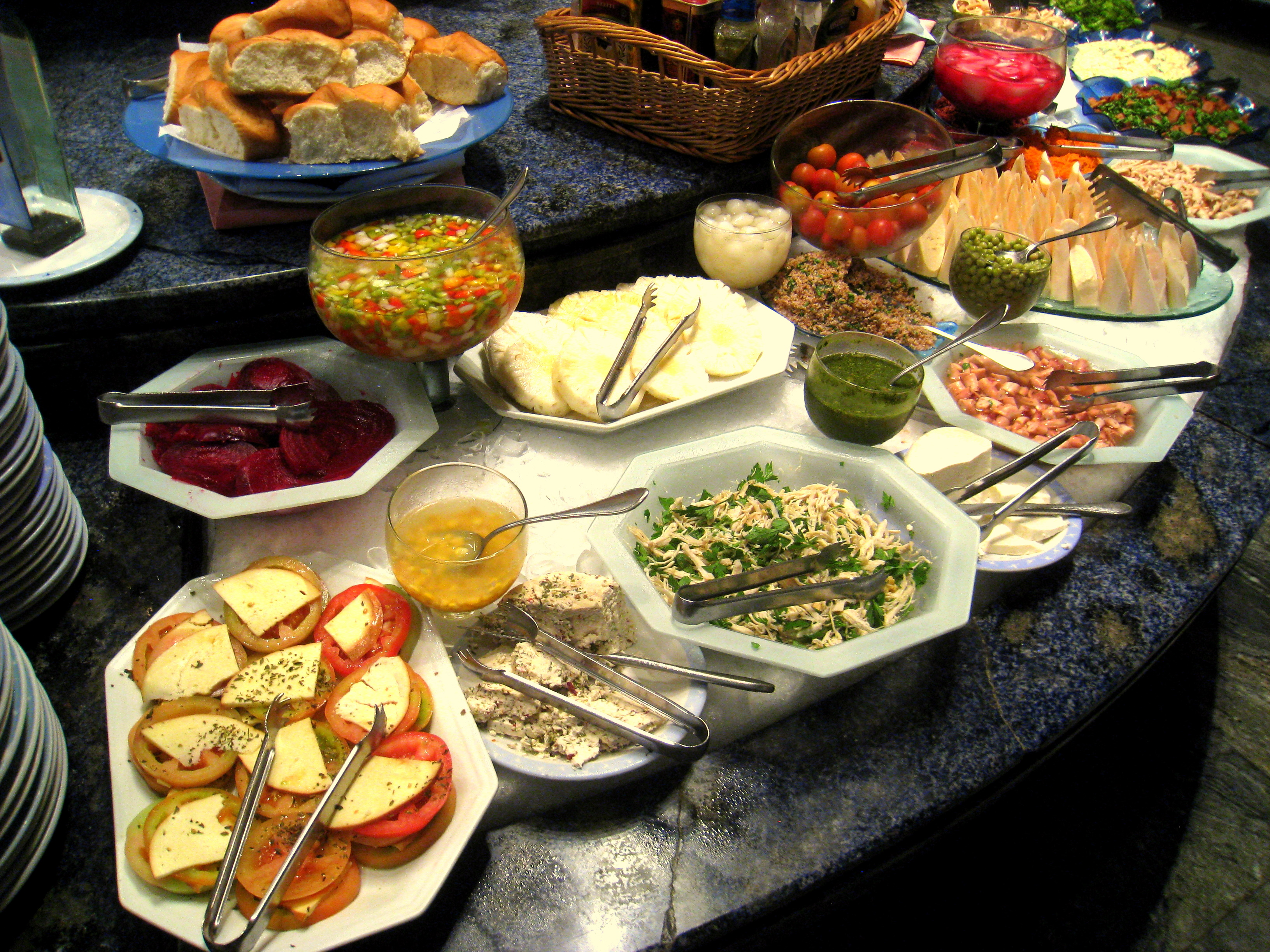
Rodizio

El rodizio es un tipo de servicio en restaurantes característico, principalmente, de Brasil y Portugal. 
Tiene en común con el servicio table d'hôte que se paga un precio fijo. Los camareros llevan a la mesa las carnes sobre tablas, rechauds o en el mismo espiedo en el que fueron asadas, y los comensales piden a los camareros qué trozos desean servirse. En tanto, las guarniciones y los postres se ubican en grandes mesas centrales. Los restaurantes con servicio tipo rodizio tienen un menú basado en carnes (cerdo, ternera, cordero y pollo) asadas. A los restaurantes que utilizan este sistema se los conoce como churrascarias.

## Historia
El concepto de rodizio se originó en el sur de Brasil, específicamente en el estado de Rio Grande do Sul, donde los gauchos (vaqueros) desarrollaron el "churrasco" o barbacoa brasileña. Tradicionalmente, la carne se asaba en espadas sobre brasas al aire libre, y los comensales podían servirse libremente. Este método evolucionó en los Restaurantes de rodizio, donde los meseros llevan las espadas de carne directamente a la mesa de los clientes.

## Cortes de carne
- Picanha: Uno de los cortes más populares y emblemáticos del rodizio. Es un corte de la parte superior de la rabadilla con una capa de grasa que le da un sabor jugoso y tierno.
- Alcatra: Corte del cuadril, muy tierno y sabroso.
- Fraldinha: Corte de la falda, conocido por su sabor intenso.
- Maminha: Un corte jugoso del final del lomo.
- Costela: Costillas de res, generalmente asadas lentamente para obtener una textura tierna.
- Cordeiro: Carne de cordero, que puede incluir pierna, costillas o paleta.
- Lombo: Lomo de cerdo, a menudo servido con una cobertura de queso parmesano.
- Frango: Diferentes partes del pollo, como alas, muslos y corazones.
- Linguiça: Salchichas brasileñas, conocidas por su sabor especiado.

## Acompañamientos
Además de las carnes, los rodizios ofrecen una amplia gama de acompañamientos que suelen incluir:
- Arroz y frijoles
- Farofa (harina de mandioca tostada)
- Polenta frita
- Plátanos fritos
- Ensaladas variadas
- Papas fritas
- Pão de queijo (pan de queso)
- Vinagreta (mezcla de vegetales picados en vinagre)